# Kermesse (verbena)
Kermesse (verbena) es el décimo álbum del cantante Venezolano Trino Mora, Fue producido por Trino Mora y Carlos Morean, arreglos de Carlos Morean y publicado por Scorpios en 1976. En este disco sale una versión del tema "Desesperanza" al estilo disco.

## Listado de canciones
- Duerme
- Lo Nuestro
- Un Nuevo Día
- Mi Delirio
- Nocturnal
- Mi Realidad
- Catira
- Encontré Una Luz
- Amor De Siempre
- Desesperanza

## Créditos
- Arranged By – Carlos Morean
- Backing Vocals – Marlene*
- Bass – Carlos Acosta, Oswaldo De La Rosa
- Drums – Frank Rojas
- Engineer – Mario Suárez Jr.
- Producer – Carlos Morean, Trino Mora
- Vocals – Trino Mora

- Datos: Q25412166